# Marktstarke Stellung
Marktstarke Stellung ist ein Begriff des deutschen Kartellrechts und gleichbedeutend mit relativer Marktmacht.
Ein Unternehmen, das nicht marktbeherrschend im Sinne des deutschen oder europäischen Kartellrechts ist, kann unter bestimmten Voraussetzungen dennoch marktstark sein und daher bestimmten kartellrechtlichen Beschränkungen unterliegen, namentlich dem Diskriminierungsverbot (Diskriminierung der vor- oder nachgelagerten Handelsstufe) und dem Behinderungsverbot (Behinderung der Wettbewerber).
Gesetzlich geregelt ist die marktstarke Stellung in § 20 Absatz 2 in Verbindung mit § 20 Absatz 1 des Gesetzes gegen Wettbewerbsbeschränkungen.

## Voraussetzungen
Voraussetzung für die Annahme einer marktstarken Stellung war seit der 5. GWB-Novelle im Jahr 1989, dass eine Abhängigkeit kleiner oder mittlerer Unternehmen (KMU) zu dem dann marktstarken Unternehmen in der Weise besteht, dass diese kleinen oder mittleren Unternehmen keine Möglichkeit haben, auf einen anderen Anbieter oder Nachfrager auszuweichen. Ob das abhängige Unternehmen ein kleines bzw. mittleres war, musste im Einzelfall festgestellt werden, wobei in erster Linie ein Vergleich im Horizontalverhältnis zu seinen Mitbewerbern vorgenommen wurde und nur ausnahmsweise ein Vergleich im Vertikalverhältnis zum marktstarken Unternehmen.
Mit der im Januar 2021 in Kraft getretenen 10. GWB-Novelle wurde die bisherige Begrenzung des persönlichen Schutzbereichs auf kleine und mittlere Unternehmen gestrichen. Damit sind auch große Unternehmen geschützt, solange ein  „deutliches Machtungleichgewicht“ zulasten des möglicherweise abhängigen Unternehmens besteht. Ob ein Ungleichgewicht vorliegt, ist nach der relativen Bedeutung der wegfallenden oder verhinderten Umsätze im Verhältnis zu den Gesamtumsätzen der beiden Partner auf dem relevanten Markt und nach der Dringlichkeit zu beurteilen, mit der sie auf den Bezug oder Absatz der Ware oder Leistung des jeweils anderen Partners angewiesen sind. Ein großes Unternehmen kann daher auch von einem relativ kleinen Unternehmen abhängig sein, wenn z. B. keine adäquaten Ausweichmöglichkeiten auf andere Lieferanten bestehen und vom Fehlen der vom kleineren Unternehmen gelieferten Waren oder erbrachten Leistungen große Teile der Produktion des großen Unternehmens betroffen wären.

## Fallgruppen
Die Rechtswissenschaft hat zur Bestimmung der Abhängigkeit Fallgruppen gebildet.

### Sortimentsbezogene Abhängigkeit
Bei der sortimentsbezogenen Abhängigkeit ist zwischen der Spitzenstellungsabhängigkeit und der Spitzengruppenabhängigkeit zu unterscheiden. Eine Spitzenstellungsabhängigkeit liegt vor, wenn etwa ein Händler ein ganz bestimmtes Produkt führen muss, um überhaupt am Markt zu bestehen. Dies wurde beispielsweise für Ski der Marke Rossignol im Jahr 1975 bejaht.  Bei einer Spitzengruppenabhängigkeit ist das kleine bzw. mittlere Unternehmen nicht von einer einzelnen Ware abhängig, sehr wohl aber muss es mehrere anerkannte Marken in seinem Sortiment führen, um konkurrenzfähig zu sein. Normadressaten sind dann diejenigen Unternehmen, deren Produkt zum Kreis dieser Markenartikel zählt. Exemplarisch seien hier etwa Designermöbel genannt.

### Unternehmensbezogene Abhängigkeit
Die unternehmensbezogene Abhängigkeit ist zu bejahen, wenn der Geschäftsbetrieb des kleinen oder mittleren Unternehmens so auf einen bestimmten Anbieter oder Abnehmer ausgerichtet ist (Ausstattung, Schulung der Mitarbeiter etc.), dass ein Wechsel mit hohen Risiken verbunden, also in wirtschaftlicher Hinsicht nicht tragbar, wäre. Typischerweise trifft dies auf Autozulieferer oder Kfz-Vertragshändler zu.

### Knappheitsbedingte Abhängigkeit
Knappheitsbedingte Abhängigkeit von Nachfragern kann vorliegen, wenn Ausweichmöglichkeiten auf andere Lieferanten durch einen plötzlichen Ausfall von Liefermöglichkeiten, z. B. durch ein Embargo ausländischer Staaten, Streiks oder Katastrophenfälle entfallen.

### Nachfragebedingte Abhängigkeit
Nachfragebedingte Abhängigkeit liegt vor, wenn Anbieter einer bestimmten Art von Waren oder Leistungen von einzelnen Nachfragern abhängig sind, weil sie keine ausreichenden und zumutbaren Möglichkeiten haben, auf andere Nachfrager auszuweichen. Nachfragebedingte Abhängigkeit scheidet aus, wenn der Lieferant sein Angebot ohne gewichtige Beeinträchtigung seiner Wettbewerbsfähigkeit umstellen kann, um andere Nachfrager zu erreichen.

## EU-Recht
Dem EU-Kartellrecht ist der Begriff des marktstarken Unternehmens fremd. Vielmehr verbietet das EU-Kartellrecht nur den Missbrauch einer beherrschenden Stellung auf dem Binnenmarkt oder einem wesentlichen Teil desselben (Art. 102 AEUV). Das deutsche Kartellrecht geht insofern weiter als das europäische. Die Befugnis des deutschen Gesetzgebers, auch strengeres Recht zu erlassen, ergibt sich aus Art. 3 Absatz 2 Satz 2 der EU-Kartellverordnung, die Grenzen bestimmt § 22 GWB.